# Gerard de Josselin de Jong
Gerard de Josselin de Jong  (* 27. März 1915 in Amsterdam; † 2. Dezember 2012) war ein niederländischer Geotechniker, der lange der Nestor der Bodenmechanik in den Niederlanden war.

## Leben
De Jong besuchte das Gymnasium in Haarlem und begann Mai 1941 mit Forschungen am bekannten Grundbau Labor der TU Delft (später GeoDelft), das in den Niederlanden unter Keverling Buisman Pionierarbeit in der Bodenmechanik geleistet hatte. Wegen der Besetzung des Landes konnte er erst nach dem Zweiten Weltkrieg in Delft sein Studium beenden. De Jong wurde im September 1942 bei dem Versuch mit einem Faltboot nach England zu gelangen von der deutschen Marine aufgegriffen und im November 1942 zum Tode verurteilt, die Strafe wurde dann in  15 Jahre Haft umgewandelt. 1945 wurde er in Norddeutschland durch englische Truppen befreit. Er lebte danach zwei Jahre in Amsterdam, wo er sich hauptsächlich mit Malerei und Zeichnen beschäftigte, und ab 1947 zwei Jahre in Paris, wo er für Architekten arbeitete und im Institut für Spannbeton (Bureau d’Etude de Béton Précontraint). Ab 1949 forschte er wieder am Delfter Bodenmechaniklabor. 1959 wurde er in Delft promoviert, war 1959/60 Visiting Assistant Professor an der University of California, Berkeley und 1960 wurde er Professor für Bodenmechanik in Delft. 1980 emeritierte er. Sein Nachfolger in Delft war sein Schüler Arnold Verruijt.
De Jong ist bekannt für seine Theorie der Grundwasserströmung in porösen Medien und seine Theorie der Kinematik granularer Materie in der plastischen Fließzone (Double sliding free rotating model). Neben theoretischen Arbeiten entwickelte er auch geotechnische Messverfahren.
Als Pensionär widmete er sich verstärkt seinem Hobby, der Malerei. Er blieb aber auch wissenschaftlich bis in die 1990er Jahre aktiv.
Ein weiterer Schüler neben Verruijt ist Otto Strack (University of Minnesota).
Er war seit 1947 mit Clara Waller verheiratet.

## Schriften
- Ruud J. Schotting, Hans van Duijn, Arnold Verruijt (Herausgeber): Soil mechanics and transport in porous media: Selected Works of G. de Josselin de Jong, Springer 2006 (mit biographischen Angaben)
- Josselin de Jong Statics and Dynamics in the failable zone of a granular material, Delft, Uitgerij Waltman, 1959 (Dissertation TU Delft)
- Josselin de Jong Diskontinuitäten in Grenzspannungsfeldern, Geotechnik, Band 2, 1979, S. 125